# Angelika Beer
Angelika Beer (ur. 24 maja 1957 w Kilonii) – niemiecka polityk, była współprzewodnicząca Związku 90/Zielonych, posłanka do Parlamentu Europejskiego w latach 2004–2009.

## Życiorys
Kształciła się w zawodzie pielęgniarki. Od młodości angażowała się w pacyfistyczne inicjatywy obywatelskie pacyfistów i przeciwników broni jądrowej. W 1980 była jedną z założycielek partii Zielonych (wcześniej działała w maoistowskiej organizacji Kommunistischer Bund).
W latach 1987–1990 i 1994–2002 była posłanką do Bundestagu. Pomiędzy tymi okresami wchodziła w skład zarządu federalnego Zielonych. W latach 2002–2004 była współprzewodniczącą partii (obok Reinharda Bütikofera). W wyborach w 2004 została wybrana do Parlamentu Europejskiego. Zasiadała w Komisji Spraw Zagranicznych i Podkomisji Bezpieczeństwa i Obrony, a także w grupie Zielonych i Wolnego Sojuszu Europejskiego.
Przed eurowyborami w 2009 nie uzyskała partyjnej nominacji. Wkrótce wystąpiła z Zielonych, krytykując ich za odejście od pacyfistycznych zasad. W listopadzie 2009 wstąpiła do Niemieckiej Partii Piratów.